# Mentirosa (película)
Mentirosa es una película española dirigida por Enrique Cahen Salaberry y guionizada por Luis César Amadori. Fue estrenada el 16 de agosto de 1962. Está protagonizada por Isabel Garcés, Ángel Garasa, Jesús Tordesillas e Ismael Merlo.
Se trata de un remake de la película argentina La mentirosa de 1942, dirigida por Luis César Amadori, el guionista de la película española. 

## Sipnosis
Nina (Isabel Garcés) es la secretaria del abogado señor Mendoza (Antonio Ferrandis). En el trabajo accede al testamento de un viejo millonario fallecido en el que nombra única beneficiaria a una hija suya, fruto de unos amoríos de juventud y que sólo la hermanastra del millonario, la señora viuda de Martiarena, sabe quién es y dónde vive. Nina se hace pasar por ella y, ante su asombro, la hermanastra la reconoce como hija verdadera. Pero algunos allegados del fallecido como el ama de llaves, el apoderado o el médico de la señora Martiarena intentan acabar con Nina y con la hermanastra...

## Reparto
| Actor/Actriz        | Personaje                  |
| ------------------- | -------------------------- |
| Isabel Garcés       | Nina                       |
| Ángel Garasa        | Don Mariano                |
| Jesús Tordesillas   |                            |
| Gabriel Llopart     |                            |
| Ana María Noé       |                            |
| Antonio Ferrandis   | Sr. Mendoza                |
| María Francés       |                            |
| María Luisa Ponte   |                            |
| José Manuel Martín  | Tomás                      |
| Goyo Lebrero        |                            |
| Rafael Corés        |                            |
| Juan Cortés         |                            |
| Rufino Inglés       |                            |
| Pablo González      |                            |
| José Orjas          | Cobrador de La Mallorquina |
| José Franco         |                            |
| José Morales        |                            |
| Encarna Paso        |                            |
| Luis Rico           |                            |
| Pedro Elorriaga     |                            |
| José Luis Pellicena |                            |
| Ismael Merlo        | Chili                      |